# 1987年至1988年英格蘭足總盃
1987/88球季英格蘭足總盃（英語：FA Cup），是第107屆英格蘭足總盃，今屆賽事的冠軍是溫布頓，他們在決賽以1:0擊敗利物浦，奪得冠軍。
溫布頓贏得了他們解散前的最後一次足總盃冠軍。

## 外部連結
1. 英格蘭足總盃官網Archive-It的存檔，存档日期2012-04-24
2. 英格蘭足總盃 歷屆冠軍（页面存档备份，存于）